# Grootstad
Een grootstad (Duits: Großstadt; Frans: grande ville) is een stad met meer dan 100.000 inwoners. De term werd vastgesteld door het Internationaal Statistisch Instituut tijdens de vergadering van 1887 in Rome.
Een nog grotere stad, met meer dan een miljoen inwoners, wordt een metropool genoemd.

## Nederland
In Nederland zijn er, anno 2024, 32 grootsteden. Zie: Lijst van grootste gemeenten in Nederland

## België
In België zijn er 8 grootsteden, te weten: Brussel (1.218.255), Antwerpen (529.247), Gent (263.927), Charleroi (202.746), Luik (197.217), Brugge (118.656), Namen (111.432) en Leuven (102.275). Van de circa 11,7 miljoen inwoners van België woont circa 14,6% in steden met meer dan 100.000 inwoners.

## Luxemburg
In Luxemburg valt sinds 2012 de hoofdstad Luxemburg onder de grootsteden. In deze stad wonen 116.328 inwoners, waarmee zo'n 18% van de inwoners van het land in een grootstad woont.